# Johan Museeuw
Johan Museeuw (født 13. oktober 1965) er en tidligere professionel, belgisk cykelrytter.
Hans aktive, professionelle karriere strakte sig fra 1988 til 2004, i hvilken periode han dominerede belgisk cykling.
Blandt hans mange sejre kan nævnes Paris-Tours (1993), Flandern Rundt (1993, 1995 og 1998), Amstel Gold Race (1994) og Paris-Roubaix (1996, 2000 og 2002).
Herudover blev han verdensmester i landevejscykling i 1996.
Han sluttede karrieren på cykelholdet Quickstep-Davitamon. Efterfølgende har Museeuw indrømmet, at han brugte ulovlige dopingmidler i slutningen af karrieren.